# Лучия Вакарино
Лучия Вакарино (на италиански: Lucia Vaccarino) е италианска сценаристка и писателка, авторка на произведения в жанра детска литература и криминален роман.

## Биография и творчество
Лучия Вакарино е родена през 1981 г. в Торино, Италия. От малка е запалена по криминалната литература. Следва в Свободния университет за езици и комуникация (IULM). След дипломирането си, от 2007 г. работи в аудиовизуалната индустрия в компаниите Labmedia, Neo Network и Zodiak, където разработва анимационни филми, а след това става изпълнителен продуцент. От 2014 г. е старши сътрудник по проекти в Book on a Tree.
Първият ѝ роман „Къщата с призраците“ от поредицата „Детективска агенция „Мама и аз“ е издаден през 2013 г. Емили и майка ѝ Линда живеят в Лондон, но неочаквано Емили се оказва наследница на странния си чичо Орвил и се сдобива с къща и детективска агенция в Блосъм Крийк, Кент. Там намират нови приятели и куп криминални загадки за разрешаване. Първото им разследване е в имението „Шерингтън“, където се случват странни неща, и като че ли имението е обитавано от призраци.
Лучия Вакарино живее със семейството си в къща край Милано.

## Произведения

### Самостоятелни романи
- The game (2018) – с Давиде Морозиното[1]
- Gea (2018)
- La vendetta di Frances Farmer (2020)
- Hotel Mistero (2021) – с Алесандро Гати

### Серия „Детективска агенция „Мама и аз“ (Me, mum & mystery)
1. Detective per caso (2013)[1]
Къщата с призраците, изд.: „Фют“, София (2020), прев. Нели Раданова
2. Caccia all'uomo scomparso (2013)
Престъпление на игрището за голф, изд.: „Фют“, София (2020), прев. Нели Раданова
3. Il mistero della stanza n. 11 (2013)
Тайната на заключената стая, изд.: „Фют“, София (2020), прев. Нели Раданова
4. Il caso dell'elefante d'avorio (2013)
Тайната на статуетката, изд.: „Фют“, София (2020), прев. Нели Раданова
5. Indagine al faro (2014)
Буря при фара, изд.: „Фют“, София (2021), прев. Нели Раданова
6. Una fiction in giallo (2014)
Произшествия на снимачната площадка, изд.: „Фют“, София (2020), прев. Нели Раданова
7. Brivido ad Halloween (2014)
Престъпление на Хелоуин, изд.: „Фют“, София (2021), прев. Нели Раданова
8. Scacco matto a Blossom Creek (2014)
Изчезналата брошка, изд.: „Фют“, София (2021), прев. Нели Раданова
9. Doppia indagine per Emily (2015)
Инцидент по време на лов, изд.: „Фют“, София (2021), прев. Нели Раданова
10. Notte gialla al museo (2015)
Кошмарна нощ в музея, изд.: „Фют“, София (2021), прев. Нели Раданова
11. Colpevole o innocente? (2016)
Обвинение в убийство, изд.: „Фют“, София (2022), прев. Нели Раданова
12. Una spia dal passato (2017)
Загадка от миналото, изд.: „Фют“, София (2022), прев. Нели Раданова